# Tate Britain

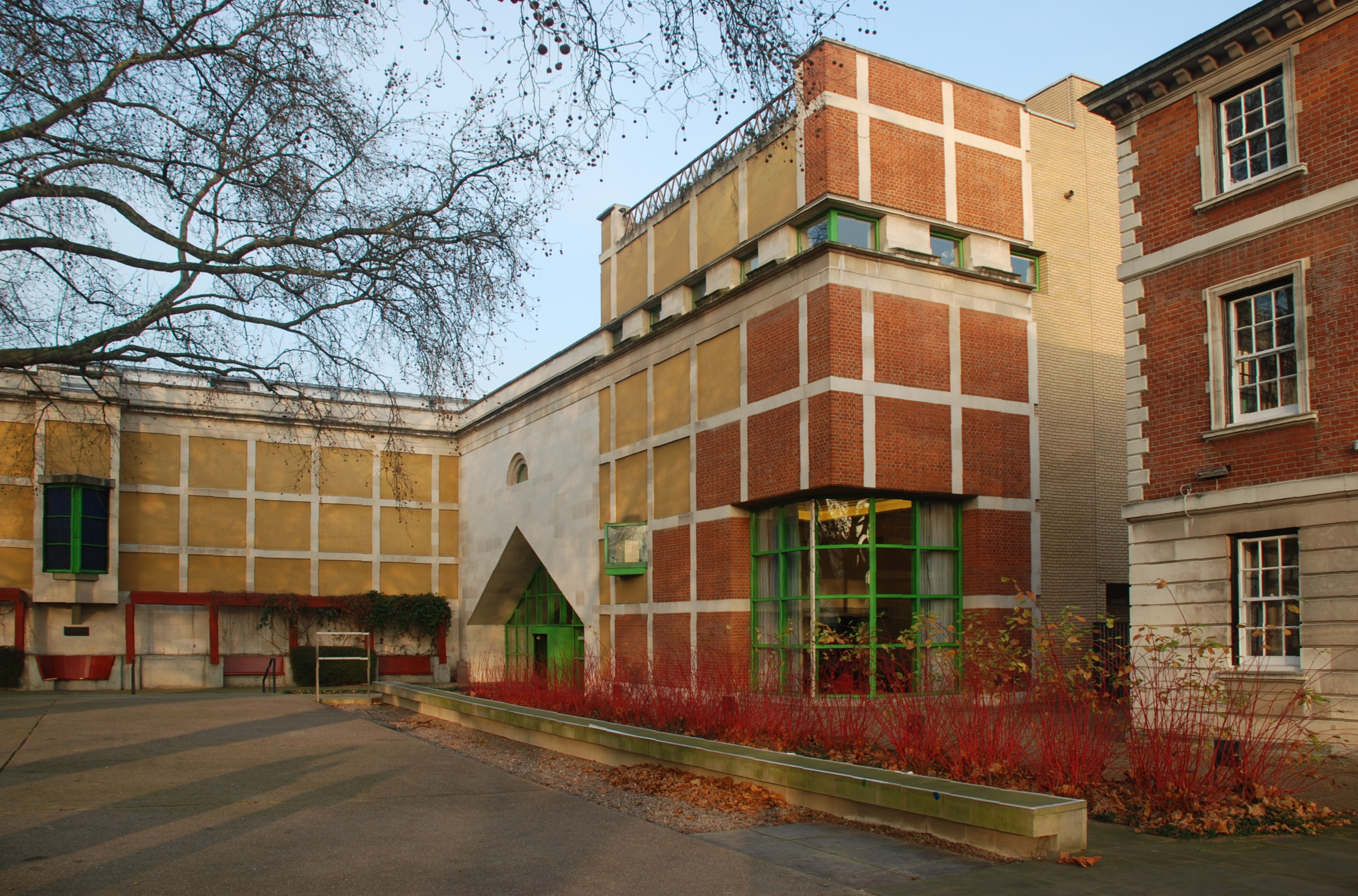
La Clore Gallery, realizzata nel 1986 su progetto di James Stirling, ospita opere di William Turner

La Tate Britain è una galleria d'arte parte del complesso museale Tate del Regno Unito, le altre gallerie del sistema sono la Tate Modern, Tate Liverpool e Tate St Ives. Si trova a Londra, nella via di Millbank. Fu aperta nel 1897 con il nome di National Gallery of British Art, fu rinominata Tate Gallery nel 1932, e fu rinominata Tate Britain quando fu aperta la Tate Modern nel 2000. È dedicata all'arte britannica sia contemporanea che del passato. 

## Esposizione

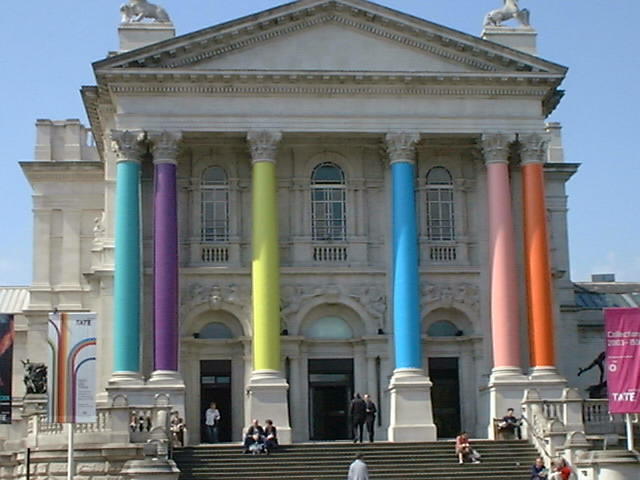
Tate Britain addobbata per Days Like These la Triennale dell'Arte Britannica del 2003

Gran parte dello spazio espositivo viene utilizzato per collezioni storiche dell'arte britannica ed alcune opere contemporanee. La galleria organizza anche mostre temporanee e retrospettive su artisti britannici.
La Clore Gallery è un'ala del museo, realizzata nel 1986 su progetto di James Stirling, che ospita opere di William Turner. La Tate Britain e la Tate Modern sono collegate da un servizio di navigazione sul Tamigi operato da un'imbarcazione decorata con un motivo ripreso da un'opera di Damien Hirst.
Ogni tre anni la galleria allestisce una Triennale sull'arte britannica contemporanea.
Annualmente la Tate Britain ospita la controversa mostra per l'assegnazione del Premio Turner; vengono esposte le opere di quattro giovani (con meno di 50 anni) artisti britannici selezionati da una giuria presieduta dal direttore del complesso Tate, Sir Nicholas Serota. L'evento dura tutto l'anno ed il premio viene assegnato in dicembre da un ospite famoso. Ogni anno l'evento viene ampiamente coperto dai media a causa dell'esposizione di "opere d'arte innovative" che provocano controversie e numerose contestazioni.
Tate Britain tenta di raggiungere il pubblico più giovane con l'iniziativa Late at Tate Britain
 ogni primo venerdì sera del mese, con ingressi ridotti e mostre speciali con musica ed esibizioni artistiche dal vivo.

## Opere
La Tate Britain è la galleria nazionale dell'arte britannica dal XVI secolo al presente. Fra gli artisti più recenti contiene opere di David Hockney, Peter Blake e Francis Bacon. Ha delle sale dedicate a singoli artisti come quelle di Tracey Emin, John Latham, Douglas Gordon, Sam Taylor-Wood.
Anche se alcune opere vengono scambiate tra le varie gallerie Tate fra quelle più note che restano permanentemente in esposizione alla Tate Britain vi sono:
- William Blake
  - Elohim crea Adamo (1795)
  - Satana punisce Giobbe con piaghe infuocate (1826
  - Beatrice si rivolge a Dante da un carro (1824-1827)
  - Adamo ed Eva trovano il corpo di Abele (1826)
  - Newton
- John Constable
  - Chain Pier, Brighton (1827)
  - Schizzo per Hadleigh Castle
- William Turner
  - Bufera di neve: Annibale e il suo esercito attraversano le Alpi (1812)
  - The Golden Bough
  - Norham Castle, Alba
- Il pittore e il suo carlino di William Hogarth
- Cavallo attaccato da un leone di George Stubbs
- Giovanna Baccelli di Thomas Gainsborough
- Il gran giorno della Sua collera di John Martin
- La signora di Shalott di John William Waterhouse
- Santa Eulalia di John William Waterhouse
- Ofelia di John Everett Millais
- Beata Beatrix di Dante Gabriel Rossetti
- La risurrezione, Cookham di Stanley Spencer
- Tre studi per figure alla base di una crocifissione di Francis Bacon
- Three Ladies Adorning a Term of Hymen by Joshua Reynolds
- Il bagno di fango by David Bomberg
- Recumbent Figure by Henry Moore
- The Great Bear by Simon Patterson

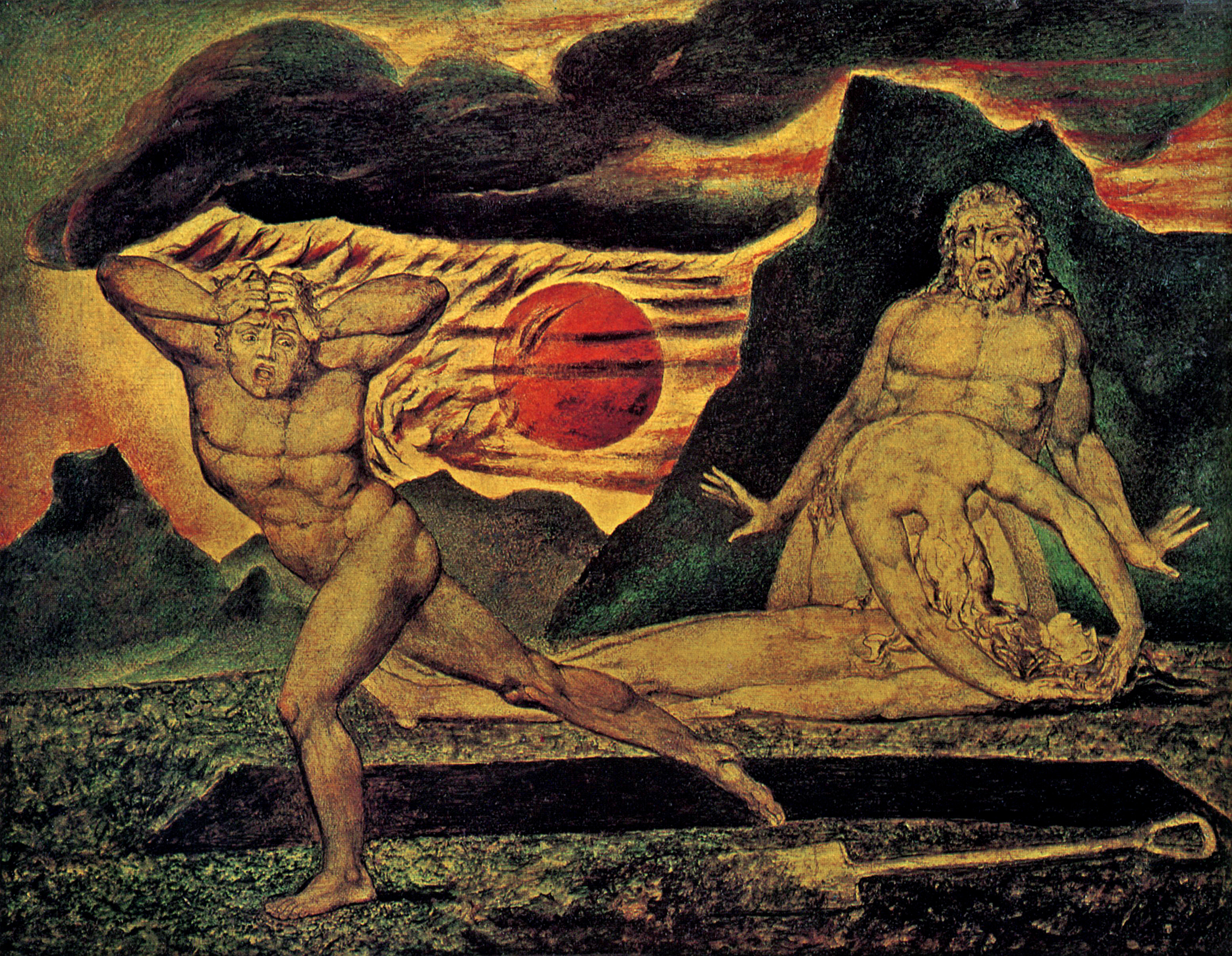
Adamo ed Eva trovano il corpo di Abele di William Blake
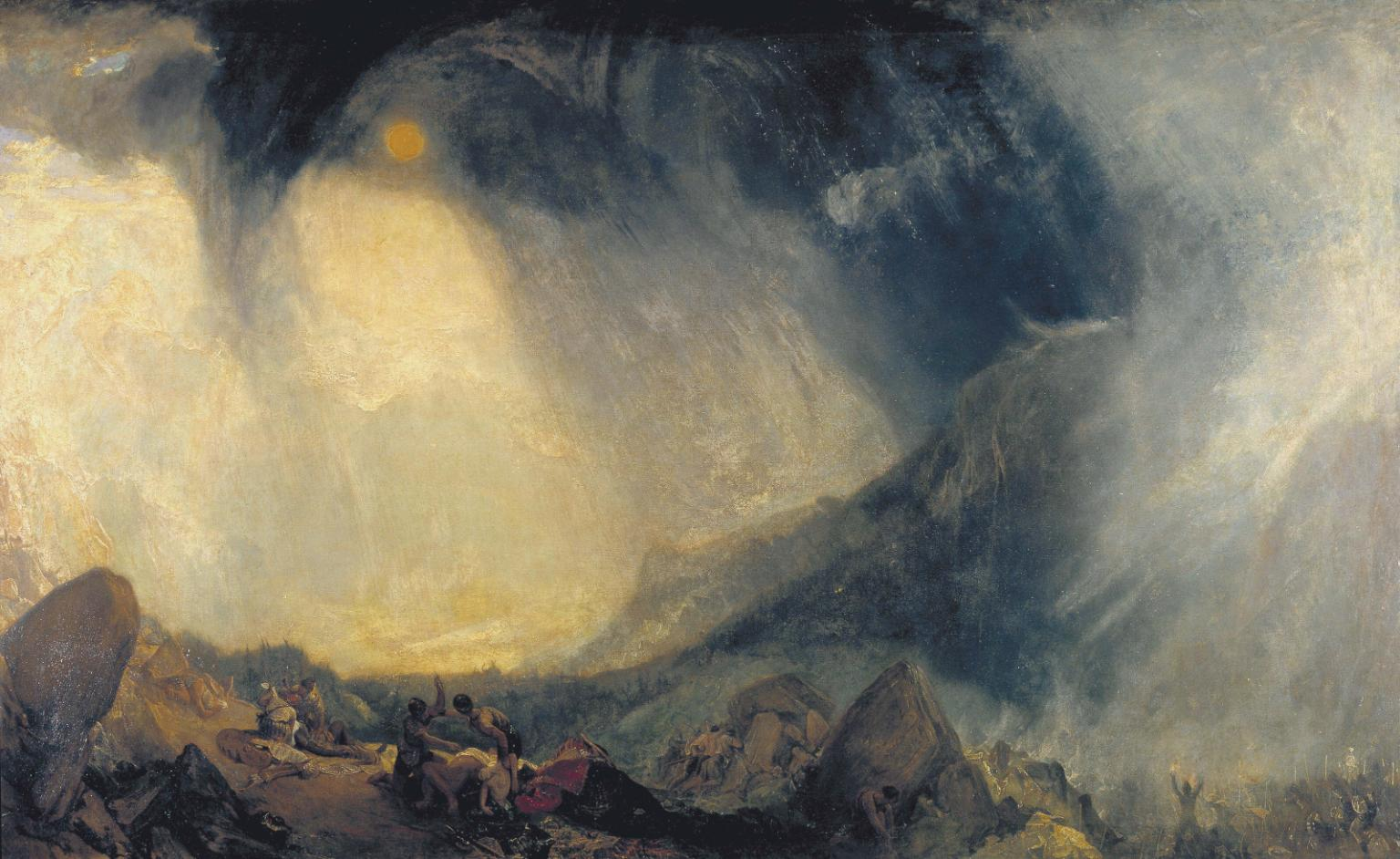
Bufera di neve: Annibale e il suo esercito attraversano le Alpi di William Turner
Chain Pier, Brighton di John Constable
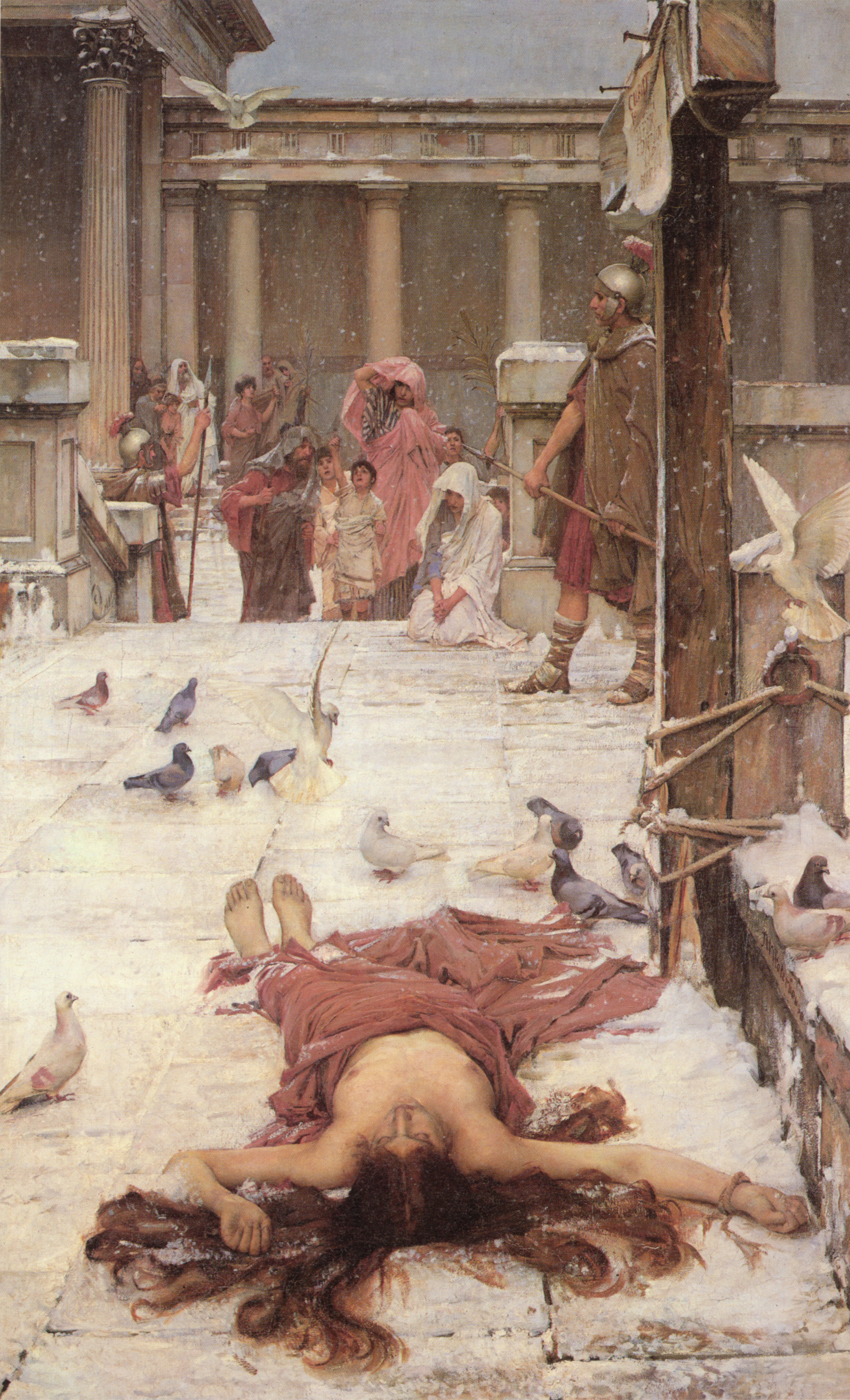
Santa Eulalia di John William Waterhouse